# 奇科什-戈龍達
48°16′51″N 22°40′42″E / 48.28083°N 22.67833°E
奇科什-戈龍達（烏克蘭語：Чикош-Горонда），是烏克蘭西部的村莊，隸屬外喀爾巴阡州的貝雷霍韋區。該村始建於1900年，面積2.8平方公里，2001年人口80，人口密度每平方公里28.57人。